# Cryptonychus procerus
Cryptonychus procerus is een keversoort uit de familie bladkevers (Chrysomelidae). De wetenschappelijke naam van de soort werd in 1915 gepubliceerd door Julius Weise.